# SBB Ee 3/3
Die Ee 3/3 sind elektrische Rangierlokomotiven der Schweizerischen Bundesbahnen. Drei Exemplare wurden für andere Abnehmer gebaut.
Die fortschreitende Elektrifizierung des SBB-Netzes verlangte mehr und mehr nach einem Ersatz für die im Rangierdienst eingesetzten E 3/3-Dampflokomotiven. Hierzu wurden am 19. Juli 1921 zwei Prototypen Ee 3/4 in Auftrag gegeben, welche noch eine Laufachse aufwiesen, um die Beschränkung der Achslast auf 15 t einhalten zu können. Ab 1928 wurde die Serienversion ohne Laufachse produziert, als Ee 3/3 und anfangs noch mit dem Führerstand am einen Ende, was zum Übernamen Bügeleisen führte. Die Lokomotive war so erfolgreich, dass erst 1966 die letzte Ee 3/3 gebaut wurde, wobei grosse Teile der Konstruktion über die Zeit gleich blieben. 
Daneben wurden später für den Einsatz insbesondere in Grenzbahnhöfen mit mehreren Fahrdrahtspannungen Zweifrequenzlokomotiven SBB Ee 3/3II (15 kV, 16 2⁄3 Hz (Schweiz); 25 kV, 50 Hz (Frankreich)) sowie universell an allen Schweizer Grenzen einsetzbare Viersystemlokomotiven SBB Ee 3/3IV (15 kV, 16 2⁄3 Hz; 25 kV, 50 Hz; 1500 und 3000 V Gleichspannung (Italien, Stammnetz Frankreich)) gekauft.

## Konstruktion und Versionen
Um im Rangierbetrieb in beide Richtungen übersichtlich zu sein, wurde das Führerhaus zwischen den Apparate-Aufbauten angeordnet. Ein einzelner Fahrmotor treibt die Vorgelegewelle, welche wiederum über einen Winterthur-Schrägstangenantrieb die Kraftübertragung auf die Räder sicherstellt. Diese antik anmutende Konstruktion wurde bis zur letzten Ee 3/3 1966 beibehalten, obwohl damals Einzelachsantrieb längst üblich war.
| Nummern                 | Baujahre  | SLM Fabrik-Nummern                                      | Zugkraft | Bild | Bemerkungen |
| ----------------------- | --------- | ------------------------------------------------------- | -------- | ---- | --- |
| 16301–16302             | 1923      |                                                         |          |      | Prototypen (Ee 3/4) |
| 16311–16326             | 1928      | 3188–3193,3224–3233                                     | 88 kN    |      | Führerstand am einen Ende der Lokomotive ("Bügeleisen", "Halbschuh"). 8 Maschinen bis 1997 im Einsatz                        |
| 16331–16350             | 1930–1931 | 3395–3404,3470–3479                                     | 88 kN    |      | Neue Steuerung für schnellere Schaltung der Fahrstufen                                                                       |
| 16351–16376             | 1932–1942 | 3517–21, 3615–17/32–33/86–88, 3705–07/54–57/72–77       | 88 kN    |      | |
| 16381–16414             | 1944–1947 | 3798–3805,3836–3841 3871–3876,3885, 3898–3904,3970–3945 | 98 kN    |      | Höchstgeschwindigkeit neu 50 km/h, Masse von 45 auf 39 t gesenkt SLM Nr. 3806 mit SAAS-Elektrik als 401 an die BLS geliefert |
| 16421–16430             | 1951–1956 | 4034–4037,4151–4156                                     | 118 kN   |      | Masse durch Ballast wieder auf 45 t erhöht, neues Getriebe mit 45 km/h                                                       |
| 16431–16440 und PTT 4   | 1961–1962 | 4350–4360                                               | 118 kN   |      | |
| 16441–16460 und EBT 131 | 1966 1967 | 4590–4610                                               | 118 kN   |      | Letzte Version wieder mit Stufenschalter anstelle Hüpferbatterie                                                             |

## Betrieb

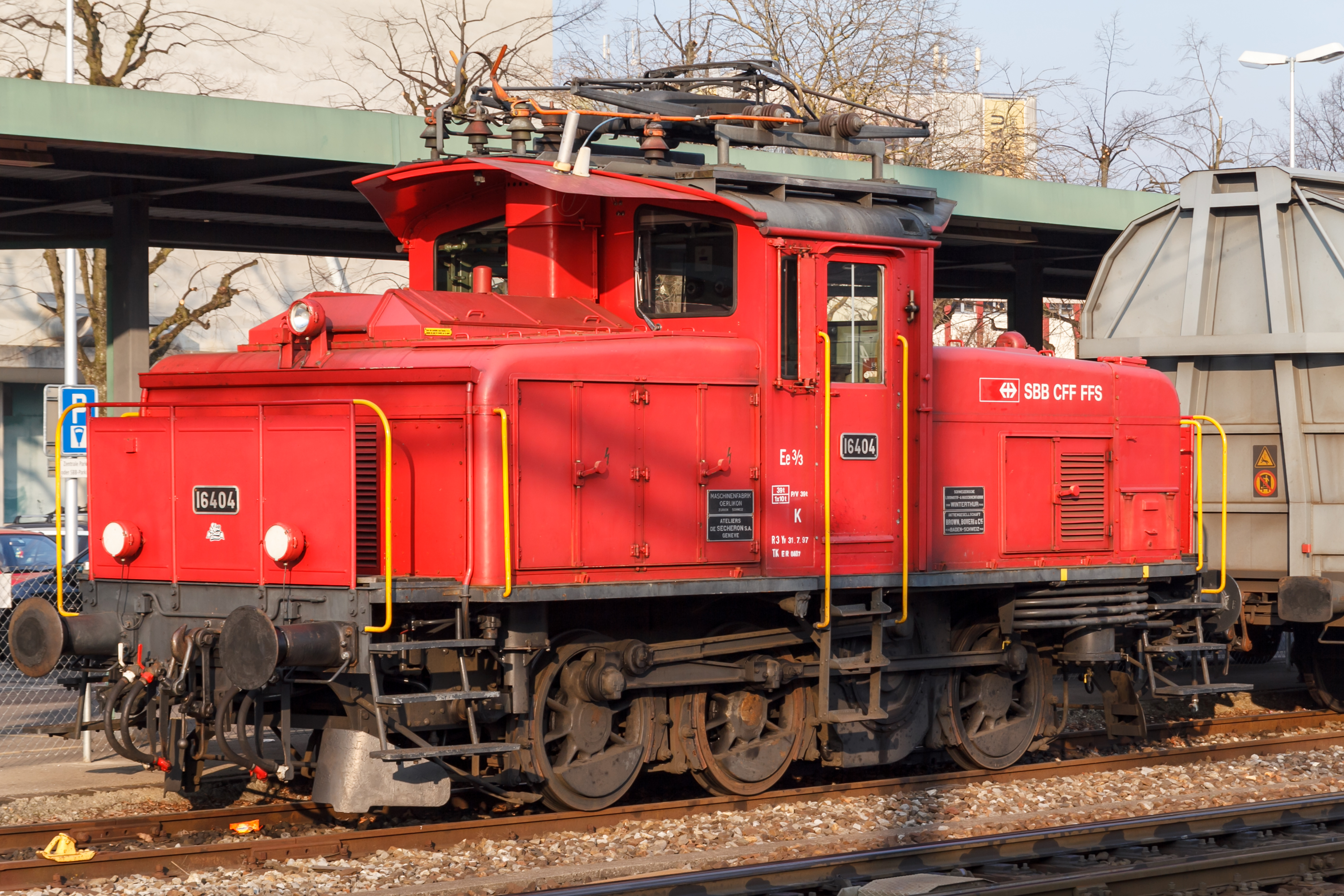
Elektrische Rangierlokomotive Ee 3/3 Nr. 16404 der SBB in Gossau SG

Die Ee 3/3 wurden als Rangierlokomotiven für den leichten und mittelschweren Dienst beschafft. Anfänglich wurden sie auch für leichte Güterzüge eingesetzt, heutzutage sind sie mit 50 km/h Höchstgeschwindigkeit dafür zu langsam. Die Ee 3/3 verfügen über keine Vielfachsteuerung.
Die etwas neueren Ee 3/3 sind noch heute häufig in grösseren Bahnhöfen anzutreffen, erhalten aber zunehmend Konkurrenz durch moderne Dieselloks. Die der Division Personenverkehr zugeteilten Lokomotiven wurden ab 2010 schrittweise durch die Ee 922 ersetzt. 
2020 wurde die letzte aktive Ee 3/3 der SBB ausgemustert.

## Erhaltene Lokomotiven
Von der Ee 3/3 sind einige Maschinen erhalten geblieben. Nur wenige sind wirklich betriebsfähig. 

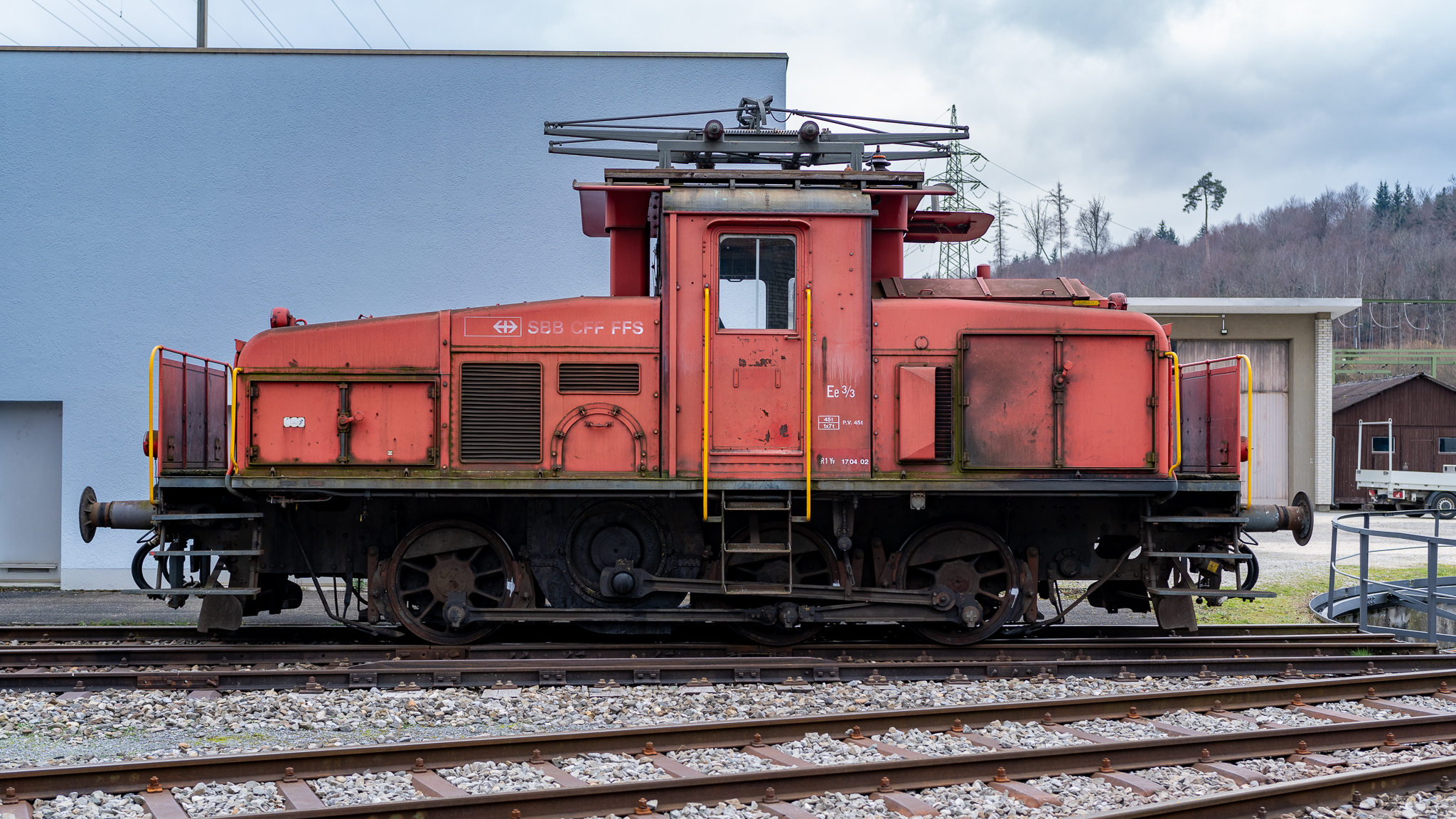
16351 im Januar 2023 in Brugg

| Nummer | Baujahr | Hersteller Nummern | Aktueller Besitzer                | Standort   | Bemerkungen                              |
| ------ | ------- | ------------------ | --------------------------------- | ---------- | ---------------------------------------- |
| 16313  | 1928    |                    | Swisstrain SA                     | unbekannt  |                                          |
| 16318  | 1928    |                    | VHMThB (privater Besitzer)        | Romanshorn | «Röbi»                                   |
| 16351  | 1932    |                    | privater Besitz                   | Brugg      | Ursprünglich im Besitz der Swisstrain SA |
| 16363  | 1939    |                    | Dampfbahn-Verein Zürcher Oberland | Bauma      | Übernahme 2011, restauriert, in Revision |
| 16383  | 1944    | SLM 3802, BBC 4494 | Verein Historische Seethalbahn    | Hochdorf   | Übernahme 2021, betriebsfähig            |
| 16399  |         |                    | SBB Historic, Team 10439          | Olten      |                                          |